# Инхенио (Порторико)
Инхенио (шп. Ingenio) град је у америчкој острвској територији Порторико, острвској држави Кариба.

## Демографија
По попису из 2010. године број становника је 5.354, што је 310 (-5,5%) становника мање него 2000. године.
| Група             | 2000.         | 2010.         |
| Белци             | 21 (0,4%)     | 17 (0,3%)     |
| Афроамериканци    | 543 (9,6%)    | 958 (17,9%)   |
| Азијати           | 16 (0,3%)     | 5 (0,1%)      |
| Хиспаноамериканци | 5.616 (99,2%) | 5.323 (99,4%) |
| Укупно            | 5.664         | 5.354         |